# أنكسو ماتو
أنكسو ماتو (بالإسبانية: Anxo Mato)‏ (30 مارس 1982 بلاتشي في إسبانيا - ) هو لاعب كرة قدم إسباني في مركز جناح ‏. لعب مع نادي أورينسي ونادي بورغوس ونادي سبتة ونادي فييانوفينسي ونادي كومبوستيلا وSanta Comba CF ‏ وRacing Club Villalbés ‏.

## روابط خارجية
- أنكسو ماتو على موقع قاعدة بيانات كرة القدم.إي يو (الإنجليزية)
- أنكسو ماتو على موقع Soccerway.com (الإنجليزية)
- أنكسو ماتو على موقع AS.com (الإسبانية)